# 奧弗布拉滕峰
72°47′S 3°44′W / 72.783°S 3.733°W
奧弗布拉滕峰是南極洲的山峰，位於東部南極洲的毛德皇后地，屬於博格地塊的一部分，處於赫格豐納山西南3.7公里，現時受南極條約體系管理。